# Nextz
F-01T Nextz
- 用途：人力飛行機
- 分類：速度記録機・エアレーサー
- 製造者：Team'F'
- 運用者：Team'F'

Nextz（ネクスツ）は、愛知県安城市に本拠地を置く、愛知県とその周辺の若手技術者を中心とした人力飛行機製作チーム「Team'F'」によって開発され、運用されている人力飛行機。速度競技専用に開発された人力飛行機であり、2012年10月22日に日本初となる国際航空連盟（FAI）規定に基づく閉回路飛行速度記録を樹立した。2012年12月現在における日本航空協会（JAA）公認の人力飛行機による閉回路飛行速度の日本記録保持機である。また、2010年に開催された第33回鳥人間コンテスト選手権大会（以下、鳥人間コンテスト）人力プロペラ機タイムトライアル部門（以下、タイムトライアル部門）の優勝機である。JAA公認記録上の機体名は「F-01T Nextz」。
機体名には「新たな時代の始まり」という意味が籠められている。

## 開発の経緯

### 構想及び仕様決定
Nextzは人力飛行機による速度記録樹立を目指すTeam'F'の初号機であり、速度競技用人力飛行機として構想された。想定された競技は鳥人間コンテストタイムトライアル部門及びFAI I-C級 閉回路飛行速度記録で、いずれも旋回を含む規定のコースを飛行し、飛行時間または平均速度を競うものである。まず利用可能なパイロット出力が見積もられた。最大競技時間を5分間と想定し、操縦に必要な余裕を持たせるため、パイロットの10分間持続可能な出力が調査された。複数の人力飛行機パイロット経験者からの聞き取り調査を実施し、訓練後のパイロットの持続可能出力は10分間で300Wと推測された。また、FAI規定に基づく閉回路飛行速度世界記録をもつマスキュレアー2の研究から300Wのパイロット出力による実現可能な飛行速度は10m/s以上と概算された。Nextzの仕様は300Wのパイロット出力により機速10m/s以上を達成できる機体と決定された。
より具体的な仕様を決定するため、過去の速度記録用人力飛行機の仕様、飛行距離競技用機体の製作実績、背風時の発進成立性が考慮された。その結果、低抵抗化のための単葉片持ちの主翼および目標重量25kg、駆動系には高効率なシャフトドライブ方式の採用、追い風2m/sに対応可能な翼面荷重制限（6kg/m2以下）

、旋回性能向上のための補助翼（エルロン）の装備

、機体運用の利便性からリカンベント形式のコクピットと牽引式プロペラという機体仕様が決定された。

## 機体の空力と構造
Nextzの材料は主構造材に炭素繊維強化樹脂（CFRP）製丸パイプ、二次構造材に高分子発泡材、高分子フィルム、バルサ材を用い、基本構造は牽引式プロペラ、高翼配置の主翼、単管構造の翼桁と胴体、リカンベント形式のコクピットと、いずれも飛行距離と滞空時間の世界記録保持機ダイダロスを基にした同年代の日本の人力飛行機に多く採用される実績のある構造が採用されている。これは製作、運用時を意識したものである。その上で、Nextzは前述の仕様を満足するよう設計が行われた。速度競技用人力飛行機という特性上、高速飛行に必要な軽量、低抵抗と旋回に必要な高剛性、高機動性を重視した設計となった。

### 主翼
主翼には単葉、高翼、張線のない片持ち構造が採用された。基本的な構造は製作を見越した実績のある構造であるが、独自の翼型の採用や全可動式補助翼の採用など高速性と操縦性が要求される速度競技を強く意識した設計となっている。

#### 空力
主翼は翼幅21.5mで、アスペクト比32の多段先細翼となった。桁を中心に迎角を変化させる全可動式補助翼は主翼の翼端から約2mずつ設けられた。横滑りなしで半径120mの定常旋回が可能となるように、補助翼の操舵角は±4°に設定された。
翼の性能に大きな影響を及ぼす翼型は、Nextzのために作成された独自の翼型が採用された。必要な剛性を確保するための大きな翼厚と、低迎角時の低抵抗の両立を目指した翼型である。人力飛行機用に設計された低レイノルズ数向け層流翼型であるFX76MP140及びDAE21を基に翼型が作成された。翼型の作成、解析にはダイダロスの翼型開発者であるマサチューセッツ工科大学のマーク・ドレラがダイダロスの翼型開発のために開発を始めた翼型設計解析ソフトであるXFOILが使用された。Nextzの主翼に採用された翼型はFX76MP140と同程度となる13.9%の翼厚を持ち、レイノルズ数Re=5.0×106において特に低迎角でDAE21と同等の空力性能を持つに至った。この翼型により中央翼には内径100mmのパイプ桁を収めることを可能にした。翼型は翼端に向かって、桁径にあわせて翼厚が減るように設計された。さらに翼端部では、旋回時の補助翼の効果と直線飛行時の誘導抗力の低減のための楕円揚力揚力分布の両立を狙い、翼根側と比較してキャンバーを減らし、翼弦長を伸ばした翼型が作成された。

#### 構造
主翼の構造は、荷重を受け持つCFRP製の桁の長手方向に翼型を維持する押出し発泡ポリスチレン製のリブが間隔を開けて設置され、主に前縁上面側を中心に押出し発泡ポリスチレン製の外皮が張られた構造である。最後にフィルムが翼の全表面を覆うことで翼面が形成され、外皮が省かれた箇所についてフィルムとリブのみで翼型を再現する構造とされた。
主翼の桁にはCFRP製の丸パイプが用いられた。主翼は7分割され、桁内径は中央翼から翼端に向けて100mm、80mm、60mm、38mmである。パイプは長手方向に対して炭素繊維の繊維方向が0°、±45°、90°となる層を積層して作られた。0°層は揚力による曲げにより生じる応力を受け持ち、±45°層はねじりを受け持つ。90°層はパイプの最内層と最外層に配され、0°層と±45°層を挟み込み、ダブルリング構造を構成している。抗力と比較すると非常に大きい揚力によって生じる応力に耐え、十分な剛性を持たせた積層構成としたため、中央翼では上下面で最大22層積層されたのに対し前後面は最内、最外の90°層と一対の45°層の4層のみとなった。主翼前後方向に対する桁の剛性は4層の積層ながら上下方向の1/3程度確保できたため、ダイダロスなどに見られる後桁は省かれた。ねじり剛性についても十分な剛性が確保された。これらは前述の通り、翼型を桁径に合わせて設計したことにより、部品点数を減らし、軽量で高剛性な桁を実現した。
この主翼桁に対して荷重試験が実施された結果、飛行時の主翼の撓みは翼端で約800mmと判明した。Nextzは翼根における上反角が0°であり、飛行中に主翼が撓むことで上反角を得ている。800mmの撓みで得られる飛行中の上反角は一般的な人力飛行機よりも小さく、ロール方向の安定性が低くなるが補助翼の装備により操縦によって問題は解決されると考えられた。
翼型を維持するリブには8個の丸孔で肉抜きが施された厚さ5mmの押出し発泡ポリスチレンが用いられ、外皮によって覆われない領域及び余肉の少ない箇所には剛性確保のため端面に一方向CFRP材を貼ることで剛性を確保している。また剛性と精度を確保するため1mおきに一方向CFRPで桁より後ろを補強した強化リブが配置された。さらにリブ後縁付近は翼厚が漸減するため剛性と補強の為にCFRPによるサンドイッチ構造となっている。後縁にも発泡材を心材としつつ、長手方向に帯上のCFRPを配し、さらに基材のフィルムを繊維で強化したフィラメントテープを組み合わせることで剛性が確保された。外皮はシート状の材料を曲げたものではなく、押出し発泡ポリスチレンを厚さ3mmとなるように翼型に合わせて3次元的に切り出したものが使用された。また縦通材としてT字型断面のバルサ材が用いられた。表面のフィルムは厚さ12μmのポリプロピレンフィルムが用いられた。

### 尾翼
水平、垂直の各尾翼は内径120mmの胴体パイプに接続された内径110mmの尾部パイプに接続されている。胴体パイプ、尾部パイプともにCFRP製であり、軽量でありながら高剛性である。水平、垂直共に尾翼は構造簡略化のため、全可動式昇降舵、方向舵を兼ねている。
水平尾翼は、競技において引き起こし動作が想定されたため、翼型には対称翼型ではなくDAE51を基に作成された-1%キャンバーの独自の翼型が採用された。平面形は先細翼で、昇降舵の操舵角は-10°～+20°に設定された。
垂直尾翼は翼型に対称翼型であるNACA0009が採用された。操縦性の要求から尾翼の特性を示す垂直尾翼容積比は0.022とされた。これは一般的な人力飛行機の1.7倍の値であり、補助翼の能力が不足する機動となった場合の姿勢制御のために大きな値がとられた。平面形は機体上方側に長い先細翼である。方向舵としての操舵角は±20°の範囲に設定された。

### プロペラ
プロペラは牽引式（トラクター）で胴体前端に配置された。プロペラ径は胴体高さ及び地面とプロペラ端との間隔を考慮し、2.7mとなった。プロペラの設計では剛性確保と負荷が多少増大したとしても直線定常飛行時以外の旋回時、上昇時など必要推力が増大した場合でも効率低下を小さくするように考慮された。剛性確保の観点から翼型は元来翼厚9%であるDAE51を翼厚12%とした翼型を用い、平面形は翼根部の翼弦長を縮めず、維持した形を採用した。翼素運動量理論による解析で、想定される使用条件下において87～88%の効率を維持することが確認された。

### コクピット
コクピットは胴体パイプの下に位置し、径の異なる複数のCFRPパイプを組み合わせたフレームと、その周りを抵抗低減のために覆うフェアリングで構成される。パイロットはフレーム内で下半身を前に伸ばし、上半身が起きたリカンベント型の姿勢となる。上半身を起こすことで視界を確保し、下半身を寝かせることで前面投影面積を低減を図った。座面は主翼のほぼ真下に設置され、また低重心化のために可能な限り低くなるように配置された。低重心化は地上での安定性に寄与した。座面および背もたれは押出し発泡ポリスチレンを心材とし、表面をCFRPで被覆したもので、パイロットのペダリング中の反力を意識した剛性を重視した構造となっていた。また、パイロットが手放し状態で全力ペダリングが可能なように腰周りの形状が工夫された。
コクピット前部にはパイロットが漕ぐクランクが設置されており、プロペラを回転させる駆動力の基点となっている。シャフトドライブ方式は95%以上と見積もられる高い駆動効率と前方視界の確保および空気抵抗の観点から採用され、クランク側と胴体パイプ内の2つのギアボックスを両端にユニバーサルジョイントを設けた内径30mmのCFRP製ドライブシャフトで連結し、胴体パイプ内のギアボックスに接続しているプロペラシャフトに駆動力を伝達している。クランクとクランク側のギアボックス軸とは自転車のボトムブラケットに用いられるISIS規格が採用され、FSA社のカーボンクランクが直結された。ギアボックスのギア比は部品の入手性と軽量化の観点から2倍増速とされ、パイロットの特性に合わせ設定されたクランクの回転数は300W出力時に毎分95～100回転となった。
フェアリングは先頭部、底部、天井部が発泡ポリスチレンを削りだし、前部は透明な板材から、中央部から後ろは骨組みにフィルム張りで作られた。断面は最大翼厚25%の流線型断面となっており、飛行時の高度把握のため底部に下方窓が設けられた。また換気のために空気取り入れ口と排気口が設けられ、空気取り入れ口はフェアリング前方のよどみ点位置に、排気口はパイロットの肩口付近に配置された。

### 操縦系統
Nextzでは昇降舵、方向舵、補助翼の3舵面の操舵にステンレスワイヤを用いた操縦索が採用された。補助翼に関しては索長が約40mに達するため、操縦桿から主翼内までをワイヤが受け持ち、主翼内は一方向CFRPで出来たプルロッドを介することで剛性確保が図られた。操縦桿は3軸の自由度を持ち、直感的な操作を可能にするため機体の3軸と一致している。また、安全のためパイロットの座面の下に設置された。操縦索は座面したの操縦桿からフレームの後部パイプを伝って胴体パイプに沿うよう配置された。操縦桿の操作量と舵角との操作量の比率について運用と性能を考慮した上で決定された。昇降舵は飛行姿勢調整時に微調整が行い易いよう、操縦桿の操作量に対し1/4の移動量となるように設定された。方向舵、補助翼については操縦桿の可動域で設定した最大操舵角に操作できるように調整された。

### 計器
対気速度、プロペラ・クランク回転数、超音波・気圧高度、操舵角が取得され、INS/GPS複合航法装置Tiny Featherを含む計18軸の慣性・地磁気センサにより姿勢角も取得された。プロペラ回転数の脈動等の細かな挙動を含めた情報を記録するため、データの取得は慣性センサでは100～125サンプル毎秒、その他のセンサでは25サンプル毎秒で行われた。取得したデータはmicro SDカードに記録され、3.5インチのカラーディスプレイによりパイロットに提供された。

### パイロット
パイロットには人力飛行機のパイロット経験を持つ田村裕貴が起用された。田村は2008年8月から2010年の鳥人間コンテストに向けての体力トレーニングを開始し、短時間高負荷高回転を意識したトレーニングを実施した。その結果2010年6月には250Wの1時間維持、及び機体仕様決定時に概算された300Wの10分間維持、さらに320Wの5分間維持を可能とした。
体力トレーニングの他に実機のグライダーとシミュレータによる操縦訓練が行われた。グライダーを用いた訓練では昇降舵、方向舵、補助翼の取り扱った操縦の理解及び機体の挙動とそれに伴う加速度を体感した。人力飛行機とグライダーとの操縦感覚の違いを埋めるためラジコンフライトシミュレータであるFMSを用いて操縦練習を行った。操縦練習のために後述する試験飛行で得られたNextzの挙動を模擬したモデルとそれよりも操縦しづらいモデルが作成され、訓練に用いられた。

## 飛行の概要
Nextzは完成後、複数回の試験飛行が実施された。試験飛行では安定性、操縦性といった機体特性の理解と経路飛行操作の習熟や姿勢制御といった操縦訓練を目的に行われた。
試験飛行の初期段階においては自立不可能な脚構造と10m/sに達する高速性のため、着陸時の制動操作と停止後の機体保持が問題となった。この運用上の問題は徐々に飛行条件に近づくように速度と距離を変化させた地上滑走試験を繰り返し行うことで、パイロットと地上補助員の機体運用能力を養成した。機体も後輪にブレーキを増設することで着陸後の停止タイミングを制御できるよう改修された。また、離陸前の地上滑走段階では地上補助員による推力補助を行わず、プロペラの推力のみで行われた。
試験飛行では、短距離飛行で基本的な機体特性を把握、長距離飛行で昇降舵の訓練、方向保持飛行で方向舵の訓練、蛇行飛行で補助翼の訓練というメニューで試験が行われた。実際の競技で必要となる旋回飛行は、滑走路面積と安全上の理由から実施されなかった。

### 第33回鳥人間コンテスト選手権大会
2010年7月24日、滋賀県彦根市松原水泳場において開催された第33回鳥人間コンテストに出場した。当時で4回目の開催となったタイムトライアル部門の競技は発進台から100m先にスタート兼ゴールラインが設定され、更に500m先のターンマークを180°旋回を行い、スタート兼ゴールラインまで戻る、行程約1kmのコースを飛行する時間を競う競技であり、Nextzは田村裕貴の搭乗で飛行時間1分55秒02（主催者計測）を記録し優勝した。
飛行順は同部門の出場10機中9機目だった。飛行時の風は旋回点となるターンマークの方向から発進台へ向かって2～3m/s程度であり、ほぼ機体正面からの向い風であった。水面からの高さ約10mの発進台から発進し、飛行経路は発進からターンマークに対しやや南側を向いてに進み、往路の中ほどから徐々にターンマークの方向へ偏向、ターンマーク手前から緩やかに旋回をしながら旋回を開始し、時計回りにターンマークを旋回した後に発進台の南側手前にゴール、着水した。ほぼ全経路にわたり昇降舵を機首下げ側に切った飛行だった。
往路は発進直後から昇降舵を機首下げに切り加速した。100m先のスタートライン通過までの対地速度は主催者による計測で10.9m/sであり、対気速度は13m/s程度と推定された。スタートライン付近では加速により主翼の捻れが観測されたふぁ破壊には至っていない。高度4m以下まで降下したのちに水平飛行に移行した。500mラインの通過タイムは主催者計測で56秒51だった。
旋回は半径120mとしていた予定経路よりも小さな半径の旋回となった。旋回中盤でバンク角が深くなり始めたためバンクから回復する側に補助翼を操舵したが、回頭を早めるため方向舵を切ったため、さらにバンクが深くなった。旋回時の最大バンク角は約16°で、旋回後半には旋回方向内側への横滑りを生じた。横滑りを伴う小半径の旋回で補助翼の能力を超えたため、機体は180°回頭後もバンクが回復せず過剰に回頭した。この際、旋回後のゴール500m前を通過し、通過タイムが1分15秒57と計測された。方向舵を最大舵角まで逆に切ることでバンクおよび横滑りから復帰したが、やや過剰な回復操作のため逆にバンクした。その後、姿勢の立て直しに成功し、水平飛行に移行した。
復路は追い風となったため、推定対地速度は13～14m/s程度となった。ゴールライン通過後にプロペラ停止とフレア操作の併用によって速度を落とし着水した。
なお、この大会では時間と人員の都合により計器類を搭載できず、飛行時の詳細な情報を取得できなかった。

### 閉回路飛行速度記録
前述の鳥人間コンテスト選手権大会後、着水後の機体損傷の修復が行われ、計器類の開発および搭載の後に閉回路飛行速度記録挑戦へ向けた試験飛行が複数回実施された。
2012年10月22日、岡山県笠岡市の笠岡ふれあい空港においてJAA公認の公式立会人立会いの下、FAI規定に基づくI-C級閉回路飛行速度記録への挑戦が行われた。記録挑戦は10月21日に開催された「大空と大地のカーニバル2012」において笠岡市市制施行60周年企画として実施された。Nextzは21日早朝に試験飛行を行った後、イベント中は他の航空機と共に展示された。記録飛行は他の全てのイベントが終了した翌22日午前6時から実施された。
Nextzは田村裕貴の搭乗で同空港の滑走路から自力発進により離陸し、1500mの三角形周回コースを3分15秒で飛行、平均飛行速度27.69km/hを記録した。この飛行がFAI規定を満足することをJAAが確認し、2012年12月3日、この飛行による記録が日本初の閉回路飛行速度記録として認定された。

## 諸元
第33回鳥人間コンテスト選手権大会出場時
- 全長：7.935m
- 全幅：21.5m
- 機体重量：25kg
- 全備重量：85kg
- 胴体中心高さ：1.529m
- 機速：9.5～11m/s
- 出力：270～350W
- 主翼
  - 翼幅：21.5m
  - 主翼面積：14.3m2
  - アスペクト比：32
  - 空力平均翼弦長：0.695m
  - 主翼翼型：オリジナル翼厚13,9～10.5%（FX76MP140とDAE21から合成）
  - 翼面荷重：5.96kg/m2
- 水平尾翼
  - 翼型：オリジナル(DAE51を改修。-1%キャンバー。)
  - 翼幅：2.7m
  - モーメントアーム長：4.52m
  - 面積：1.235m2
  - 桁位置：28%
  - 水平尾翼容積：0.53
  - 操舵角：-10～+20°
- 垂直尾翼
  - 翼型：NACA009
  - 翼幅：2.5m
  - モーメントアーム長：5.17m
  - 面積：1.28m2
  - 桁位置：25%
  - 垂直尾翼容積：0.022
  - 操舵角：±20°
- プロペラ
  - 翼型；DAE51改 翼厚12%
  - 回転半径：1350mm
  - 回転数：180～220rpm
  - 推力；23N（機速10.5m/s、200rpm時）

### 解説
1. ↑  Nextzの三面図には「Human Powerd Air Racer」即ち人力エアレーサーと記述されている。[1][2]
2. ↑  2006年に開催された第30回大会から導入された競技。人力飛行機を用いて湖上に設置されたターンマークと称するブイを旋回し、帰還するまでの時間を競う。
3. ↑  FAI規定によると人力飛行機は人力航空機：クラスIに属する蓄積装置を持たない固定翼機：サブクラスCに分類される。閉回路速度の他に直線飛行距離、滞空時間、閉回路飛行距離などが設定されている。[6]
4. ↑  重量を主翼面積で割った値であり、飛行機の低速性能を大まかに示す指標となる値。翼面荷重が小さいほど低速向きの機体と言える。Nextzの巡航時の対気速度は10m/s程度であり、日常的な風速と比較すると決して速くない。そのため追い風環境下では長時間の滑走が必要になるなど離陸性能が低下する。従って速度競技用の機体であっても、ある程度低速で飛行可能な設計が求められる。
5. ↑  高アスペクト比の主翼では剛性を確保しづらいため、補助翼を装備した場合にエルロン・リバーサルが生じて操縦者の意図と逆の挙動を示す可能性がある。[7]剛性の低い材料で形成される人力飛行機の主翼ではその懸念がさらに大きくなる。また、大きなアスペクト比はアドバース・ヨーに繋がり、補助翼の装備が一概に高機動性に繋がるとは言えない。[8]Nextzは補助翼を全可動式とすることでエルロン・リバーサルを抑制した。アドバース・ヨーは直線飛行距離の世界記録機であるダイダロスの原型機ミシェロブライトイーグルにおいても観測されており、意図した旋回方向と逆向きの回頭を示した。[9]また人力飛行機の旋回に関する別の計算においてもアドバース・ヨーの発生が示唆されている。[10]
6. ↑  高アスペクト比の主翼を持つ人力飛行機では実用機に見られるような後縁部のみを可動する補助翼を用いると、翼のねじれ中心から遠い後縁部圧力分布が変化することにより翼が捻れてエルロンリバーサルが発生しやすい。Nextzが採用した全可動式では補助翼は桁を軸にして舵角が変化するため、圧力分布は通常の翼において迎角が変化した場合と同様となり、翼のねじれを抑えることができる。
7. ↑  東北大学Windnauts所属のパイロットとして2004年の第28回鳥人間コンテスト出場経験を持つ。第28回大会は台風接近に伴う悪天候のため、人力プロペラ機部門は出場機の半数以上が飛行できないまま競技不成立となった。[11]
8. ↑  本大会から行程500m折り返しの1kmとなった。さらに翌第34回大会からゴールライン後に着水するまでの時間計測となったため、同一条件下での競技は行われておらず、単純なタイム比較はできない。